# Out in the Fields - The Very Best of Gary Moore
Out in the Fields - The Very Best of Gary Moore es un álbum recopilatorio del guitarrista norirlandés de blues rock y hard rock Gary Moore, publicado en 1998 por el sello Virgin Records. Se lanzó como disco doble; el primero de ellos recorre la carrera del músico desde 1983 hasta 1994 y el segundo cuenta con temas grabados en vivo en distintas ciudades europeas.
Obtuvo el puesto 54 en la lista UK Albums Chart del Reino Unido y fue certificado con disco de plata por la British Phonographic Industry, luego de vender más de 60 000 copias.
Cabe señalar que la pista uno del disco dos fue grabado en el Ulster Hall de Belfast el 17 de diciembre de 1984, la pista dos en el Apollo Theatre de Manchester el 23 de septiembre de 1985, los temas tres y cuatro en el recinto Hammersmith Odeon de Londres el 27 de septiembre de 1985 y desde las pistas cuatro a la ocho en el Johanneshovs Isstadion de Estocolmo el 25 de abril de 1987.

## Lista de canciones

### Disco uno
| N.º | Título                             | Duración |  |
| 1.  | «Out in the Fields»                | 4:15     |  |
| 2.  | «Over the Hills and Far Away»      | 5:20     |  |
| 3.  | «Run for Cover»                    | 4:11     |  |
| 4.  | «Parisienne Walkways» (en vivo)    | 5:48     |  |
| 5.  | «Empty Rooms»                      | 4:15     |  |
| 6.  | «The Loner»                        | 5:54     |  |
| 7.  | «Military Man»                     | 5:36     |  |
| 8.  | «After the War»                    | 4:05     |  |
| 9.  | «Cold Day in Hell»                 | 4:24     |  |
| 10. | «Wild Frontier»                    | 4:13     |  |
| 11. | «Still in Love With You»           | 5:55     |  |
| 12. | «Wishing Well»                     | 4:04     |  |
| 13. | «Friday on My Mind»                | 4:14     |  |
| 14. | «Still Got the Blues (For You)»    | 4:12     |  |
| 15. | «Ready for Love» (versión editada) | 4:25     |  |

### Disco dos
| N.º | Título                                  | Duración |  |
| 1.  | «Stop Messin' Around» (en vivo)         | 4:08     |  |
| 2.  | «Out in the Fields» (en vivo)           | 5:31     |  |
| 3.  | «Reach for the Sky» (en vivo)           | 5:10     |  |
| 4.  | «The Loner» (en vivo)                   | 12:28    |  |
| 5.  | «All Messed Up» (en vivo)               | 6:16     |  |
| 6.  | «Thunder Rising» (en vivo)              | 5:46     |  |
| 7.  | «Over the Hills and Far Away» (en vivo) | 6:58     |  |
| 8.  | «Military Man» (en vivo)                | 6:24     |  |
| 9.  | «Devil in her Heart»                    | 3:24     |  |
| 10. | «Emerald»                               | 4:04     |  |
| 11. | «Livin' on Dreams» (remix)              | 4:03     |  |